# 無理回転
力学系の数学理論において、無理回転（むりかいてん、英: irrational rotation）とは、次の写像のことを言う：
{\displaystyle T_{\theta }:[0,1]\rightarrow [0,1],\quad T_{\theta }(x)\triangleq x+\theta \mod 1.}
但し θ は無理数である。円を R/Z、あるいは境界が貼り合わされる区間 [0, 1] と見なすと、この写像は全回転に対する割合 θ（すなわち、2πθ ラジアンのある角）による円の回転を表すことになる。θ は無理数であるので、この回転は円周群において無限の位数を持ち、写像 Tθ は周期軌道を持たない。
上の代わりに、無理回転は乗法を用いて次の写像のように表すことも出来る：
{\displaystyle T_{\theta }:S^{1}\to S^{1},\quad \quad \quad T_{\theta }(x)=xe^{2\pi i\theta }}
これら加法と乗法の記法の間にある関係は、群同型
{\displaystyle \phi :([0,1],+)\to (S^{1},\cdot )\quad \phi (x)=xe^{2\pi i\theta }}.
である。φ は等長であることを示すことも出来る。
θ が有理数であるか無理数であるかに応じて、円周の回転には明確な区別が存在する。有理回転は、{\displaystyle \theta ={\frac {a}{b}}} および {\displaystyle \gcd(a,b)=1} であれば {\displaystyle x\in [0,1]} に対して {\displaystyle T_{\theta }^{b}(x)=x} になるという事実より、力学系において無理回転ほどの興味を引くものではない。{\displaystyle 1\leq i<b} であれば {\displaystyle T_{\theta }^{i}(x)\neq x} を示すことも出来る。

## 意義
無理回転は、力学系の理論において基礎となる例を与える。ダンジョワの定理に従うと、回転数 θ が無理数であるような円板の向き付け保存 C2-微分同相写像はすべて、Tθ と位相共役である。無理回転は測度保存エルゴード変換であるが、混合的ではない。角度が θ であるトーラス上のクロネッカー葉層と関連する力学系に対するポアンカレ写像は、θ による無理回転である。無理回転に関連するC*-環は、無理回転環として知られ、幅広く研究されている。

## 性質
- θ が無理数であるなら、回転 Tθ の下での [0,1] の元の軌道は [0,1] において稠密である。したがって、無理回転は位相的に推移可能（英語版）である。
- θ が無理数であるなら、Tθ は一意的にエルゴード的である。
- 無理回転および有理回転は、位相的に混合ではない。
- 無理回転はルベーグ測度に関してエルゴード的である。
- 無理回転は、唯一つの不変な確率測度であるルベーグ測度を伴い、一意的にエルゴード的である。
- [a,b] ⊂ [0,1] を仮定する。Tθ はエルゴード的であるため、次が成り立つ。
{\displaystyle {\text{lim}}_{N\to \infty }{\frac {1}{N}}\sum _{n=0}^{N-1}\chi _{[a,b)}(T_{\theta }^{n}(t))=b-a}.

## 一般化
- 円周回転は群の並進（group translation）の例である。
- S1 からそれ自身への一般の向き付け保存同型写像 f に対し、位相同型写像 {\displaystyle F:\mathbb {R} \to \mathbb {R} } は {\displaystyle \pi \circ F=f\circ \pi } を満たすなら、f のリフトと呼ばれる。但し {\displaystyle \pi (t)=t{\text{mod}}\,1} である[1]。

## 応用
- 円周の回転に関する歪積（Skew product）について：1969年にウィリアム・ヴィーチ（William Veech）は、極小であるが一意にエルゴード的ではない力学系の例を次の様に構成した[2]：「単位円周の二つのコピーを用意し、それぞれ終点が　0 となるような長さ 2πα の区分 J を反時計回りに取る。θ を無理数とし、次の力学系を考える。第一の円周のある点 p を始点とする。軌道が J に到達するまで、2πθ によって反時計回りに回転する。その後、第二の円周の対応する点に移動し、J に到着するまで 2πθ によって回転する。再び第一の円の対応する点に戻り、以下この手順を繰り返す。ヴィーチは、θ が無理数であるなら、システムは極小であるがルベーグ測度が一意にエルゴード的でないような無理数 α が存在することを示した」[3]。

## 発展的な文献
- C. E. Silva, Invitation to ergodic theory, Student Mathematical Library, vol 42, American Mathematical Society, 2008 ISBN 978-0-8218-4420-5